# Abana arnetti
Abana arnetti är en insektsart som beskrevs av Young 1968. Abana arnetti ingår i släktet Abana och familjen dvärgstritar.
Artens utbredningsområde är Panama. Inga underarter finns listade i Catalogue of Life.